# Lucky Luciano
Charles Luciano ou Lucky Luciano, nascido Salvatore Lucania (Lercara Friddi, 24 de novembro de 1897 – Nápoles, 26 de janeiro de 1962), foi um mafioso ítalo-americano.
Lucky Luciano foi o fundador do sindicato nacional do crime nos anos de 1930. Sua família instalou-se no Lower East Side de Nova Iorque em 1906, onde foi preso pela primeira vez em 1907, acusado por furto.

## Biografia
Em 1915, Luciano era membro da Gangue dos Cinco Pontos (Five Points Gang), onde ele foi instruído por John Torrio, e tornou-se amigo de Al Capone e, mais tarde, de outros famosos assassinos. Começou seu próprio negócio de prostituição em 1920 e, em 1925, teve vasto controle sobre a prostituição em Manhattan, onde ele na verdade começou a pegar casas de prostituição para seus negócios. Em 1928 isso tinha tornado Charles "Lucky" Luciano um milionário.
Em 1929, Luciano foi espancado por cinco homens, e ficou gravemente ferido, sobreviveu e então ganhou o apelido de "Lucky" (Sortudo). A polícia chegou a perguntar a ele quem tinham sido os autores, mas ele não identificou quem o tinha atacado, cumprindo com a omertà. Próximo do fim dos anos 20, Luciano estava pronto para escrever suas ideias a respeito do sindicato nacional do crime.
Em 1931, a chamada Guerra Castellammarese entre Salvatore "Little Caesar" Maranzano e Giuseppe "Joe the Boss" Masseria pelo controle do submundo Nova Iorque enchia de corpos as ruas de Manhattan e do Brooklyn. Luciano estava cansado disso, sabia que a guerra era ruim para os negócios e decidiu acabar com ela, assassinando Masseria, e seu chefe, Maranzano. Com dois golpes astutos, assassinaram Joe Masseria enquanto almoçava em um restaurante. E Salvatore Maranzano, foi assassinado em seu escritório em Manhattan. Com esses assassinatos, a guerra acabou. Luciano era considerado o Capo di tutti capi (Chefe de todos os chefes), o "número um" do sindicado que tinha criado.
As gangues remanescentes foram organizadas em cinco famílias:
- Família Gambino, chefiada por Carlo Gambino;
- Família Lucchese, chefiada por Gaetano Lucchese
- Família Colombo; chefiada por Joe Profaci
- Família Bonanno, chefiada por Joseph "Joe Bananas" Bonanno;
- Família Luciano, a família que Charles "Lucky" Luciano comandava juntamente com Vito Genovese.

Em 1935, Thomas E. Dewey tinha reunido provas suficientes para prender Luciano. Somavam noventa as provas, entre extorsão e prostituição. Ele pegou de 30 a 50 anos de prisão, mas havia rumores de que as Forças Aliadas na Segunda Guerra Mundial precisavam de ajuda para a invasão da Sicília. Eles contataram Luciano e ofereceram a ele uma proposta. Se ele não mantivesse contato com seus amigos mafiosos na Sicília, ele poderia ser solto sob a condição de que fosse deportado para a Itália. Luciano aceitou essa proposta e morou em Roma por um ano. Ele logo ficou insatisfeito com esse modo de vida, e sua opção estava entre voltar para os EUA ou arranjar uma reunião com Lansky, Siegel, e outros chefes em Cuba. As autoridades dos Estados Unidos souberam da presença de Luciano na Conferência de Havana, e foi forçado a voltar para a Itália. Mesmo assim, manteve vários negócios envolvendo jogo e prostituição em Cuba.

Assinatura de Luciano.

Ele começou a escrever memórias, sonhava com um filme sobre a sua vida. Em janeiro de 1962 ele foi para o aeroporto de Nápoles reunir-se com um produtor de cinema norte-americano, que estava interessado na ideia. Enquanto caminhava até o produtor, preparando para cumprimentá-lo com um aperto de mãos, ele levou a mão ao tórax e caiu. Morreu em função de um ataque de coração.

## Aliados
- Maier Schwoljansky, mais conhecido como Meyer Lansky
- Benjamin "Bugsy" Siegel
- Frank Costello

## Lucky Luciano no cinema
- Império do Crime, filme de 1991.
- Hoodlum, filme de 1997.
- Boardwalk Empire, interpretado por Vincent Piazza.